# Salut les copains (rádióműsor)
A Salut les copains egy legendás francia rádióműsor volt, amit hosszú éveken keresztül minden hétköznap este két órás időtartamban, délután 5 órától este 7-ig sugárzott az Europe 1 franciaországi rádióállomás. A korabeli fiatalok körében rövid időn belül hatalmas népszerűségre szert tett műsornak jelentős szerepe volt a yé-yé néven közismertté vált francia könnyűzenei stílus kialakulásában és gyors ütemű terjedésében.

## Háttér
A műsor Jean Frydman ötlete nyomán született meg, állandó műsorvezetői Daniel Filipacchi és Frank Ténot voltak; a program első alkalommal 1959. október 19-én került adásba. A program hallgatottsága már szinte a kezdetektől fogva kiemelkedő volt, egy közvélemény-kutatási adat szerint a legnépszerűbb periódusában a 12 és 15 év közti francia fiatalok több mint 40 százaléka hallgatta rendszeresen.
A rádióműsor a címét Gilbert Bécaud 1957-es, azonos című dalától vette, melynek szövegírója Bécaud és Pierre Delanoë voltak; a cím körülbelüli jelentése "Helló, srácok!". Delanoë akkoriban az Europe 1 programigazgatója volt, így a névazonosság nem jelenthetett problémát, sőt ő maga javasolta a műsor címének ezt a dalcímet.
Kezdetben, egy rövid ideig a műsor csak hetente jelentkezett az Europe 1 hullámhosszán, de rövid időn belül átalakult minden hétköznap jelentkező programmá. Később a műsor nemcsak kulturális, de társadalmi jelenséggé is vált, például amikor egy, a rádióállomás által szervezett, s a párizsi Place de la Nation téren szervezett koncerten, 1963. június 22-én [amely a műsorral azonos címet viselő nyomtatott magazin egyéves megjelenési évfordulójának megünneplése volt] 200.000 fiatal gyűlt össze, hogy meghallgassák a koncert olyan előadóit, mint Sylvie Vartan, Johnny Hallyday és mások. Voltaképpen e koncert folyományaként született meg a „yé-yé generáció” kifejezés is, amit Edgar Morin szociológus használt először, az eseményről írott, s a Le Monde által megjelentetett cikkében, ezzel is hozzájárulva a yé-yé stílus franciaországi terjedéséhez.

## Fordítás
Ez a szócikk részben vagy egészben  a   Salut les copains (radio program) című angol Wikipédia-szócikk fordításán alapul.  Az eredeti cikk szerkesztőit annak laptörténete sorolja fel. Ez a jelzés csupán a megfogalmazás eredetét és a szerzői jogokat jelzi, nem szolgál a cikkben szereplő információk forrásmegjelöléseként.